# Warden (Northumberland)
Pour les articles homonymes, voir Warden.
Warden est un village du Northumberland, en Angleterre. 